# Say Yay!
«Say Yay!» (укр. Скажи "Гей!") — пісня іспанської співачки Барей, з якою вона представляла Іспанію на Євробаченні 2016 в Стокгольмі, Швеція. Це перша іспанська пісня на Євробаченні, яку виконано повністю англійською мовою. «Say Yay!» була випущена 25 січня 2016 року і майже відразу стала синґлом #1 в іспанському сегменті iTunes.

## Євробачення 2016
В грудні 2015 року Барей була оголошена одним з шести претендентів представляти Іспанію на Євробаченні 2016. Іспанський національний відбір, Objetivo Eurovisión, відбувся 1 лютого 2016 року, і Барей з піснею «Say Yay!» здобула на ньому перемогу, отримавши максимальну кількість голосів телеглядачів і міжнародного журі.
У фіналі Євробачення пісня посіла 23 місце за результатами голосування глядачів, отримавши 10 балів, і 16-те за голосуванням журі з 67 балами. 

## Виконання наживо
Уперше Барей виконала свою пісню на Objetivo Eurovisión (Іспанському національному відборі на Євробачення 2016). Після перемоги на шоу, співачка знову виконала «Say Yay!» на ранковому телешоу La mañana 3 лютого. 13 лютого Барей стала спеціальним гостем українського національного відбору на Євробачення 2016, виконавши у другому півфіналі свою конкурсну пісню. Вона буде знову виконувати «Say Yay!» під час фіналу Євробачення 2016 14 травня 2016 року в Стокгольмі.

## Чарти
| Чарт (2016)          | Найвища позиція |
| -------------------- | --------------- |
| Іспанія (PROMUSICAE) | 6               |

## Критика
Голова Королівської академії іспанської мови, Хосе Марія Меріно, заявив, що це було "непрезентабельно, безглуздо й нерозумно", відправляти від Іспанії на Євробачення пісню, в якій немає жодного слова іспанською мовою.